# Estación Río Gallegos
La Estación Río Gallegos es una ex estación ferroviaria del ramal ferroviario que une la mina de carbón de Río Turbio con el puerto de Punta Loyola, cerca de Río Gallegos, en el departamento Güer Aike de la Provincia de Santa Cruz (Argentina). Inaugurada en 1951, actualmente es un museo ferroviario.
La estación forma parte del Ramal Ferro-Industrial de Río Turbio, que une la mina de Río Turbio, en la Cordillera de los Andes y cercana al límite con Chile, con el puerto de Punta Loyola, en cercanías de Río Gallegos. Se trata de un ramal de trocha angosta (750 mm) perteneciente a YCF (Yacimientos Carboníferos Fiscales, actual YCRT) y funciona actualmente sólo para el transporte de carbón.

## Características
Ubicada en el kilómetro cero, se trata de una estación donde existía un puerto carbonero y una planta de almacenaje de carbón. También existía una playa ferroviaria, un depósito de locomotoras, un taller de reparación de locomotoras, así como las oficinas de control de trenes y la jefatura de la línea férrea.
El nombre de la estación se debió a la ciudad, nombrada en homenaje al piloto Blasco Gallegos, miembro de la tripulación que participó del viaje de circunnavegación de la Tierra realizado por Fernando de Magallanes.

## Historia
La película Al sur del paralelo 42 de 1955 retrata la labor de los trenes a vapor en el puerto de Río Gallegos en blanco y negro.
La estación cerró en 1995, como resultado de la modificación de la traza original del Ramal Ferro-Industrial. La construcción de esta prolongación del ramal se inició en 1993, para comunicar con el muelle Presidente Illia de la estación Punta Loyola, donde puede cargarse el carbón en buques de mayor calado. No sólo cerró la estación de Río Gallegos, sino que también se desactivó la traza original entre esta y el nuevo Empalme kilómetro 9.
Desde 2004 funciona aquí el Museo Ferroviario Roberto Galian.

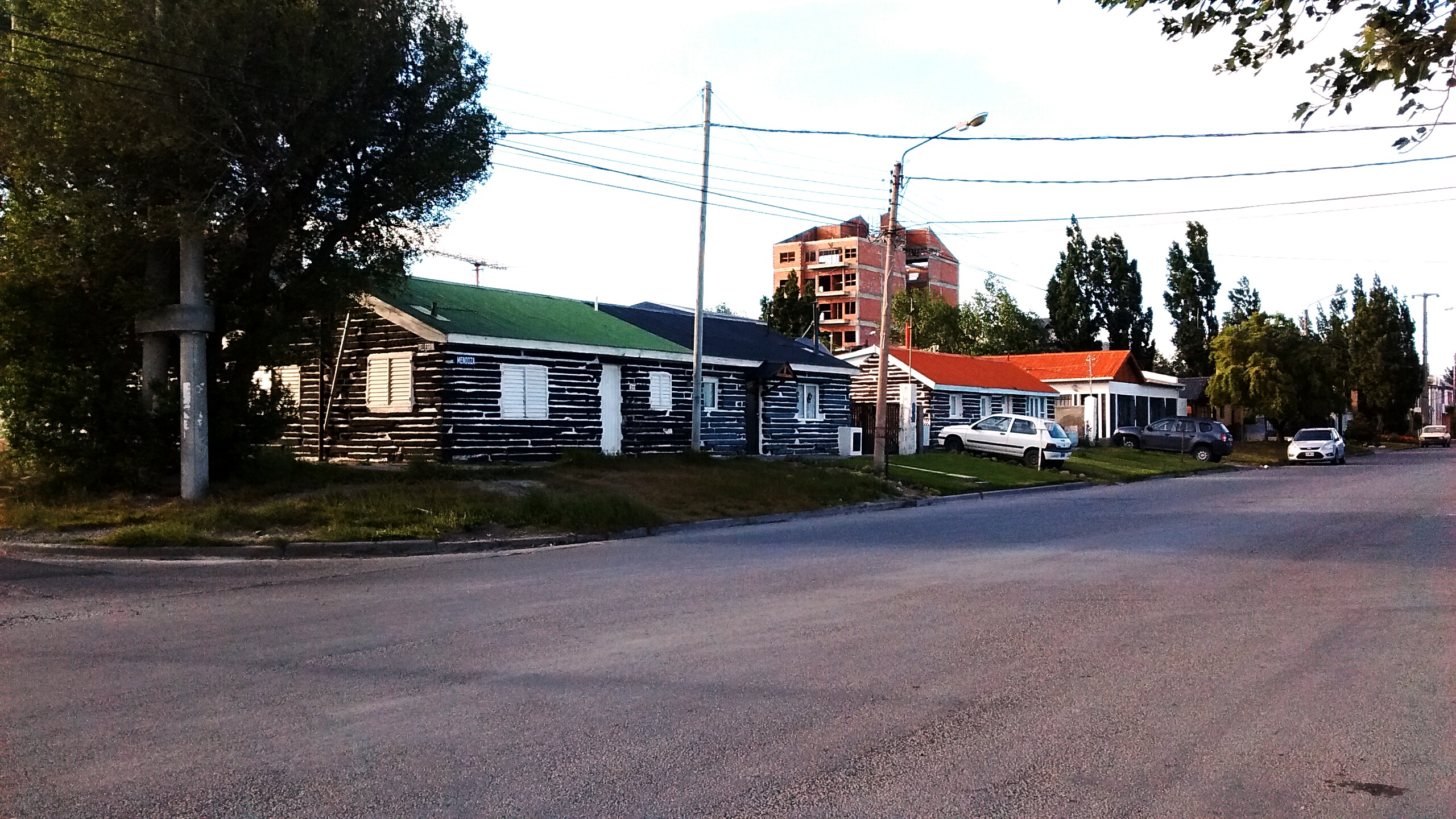
Vista actual del barrio ferroviario en frente de la exestación

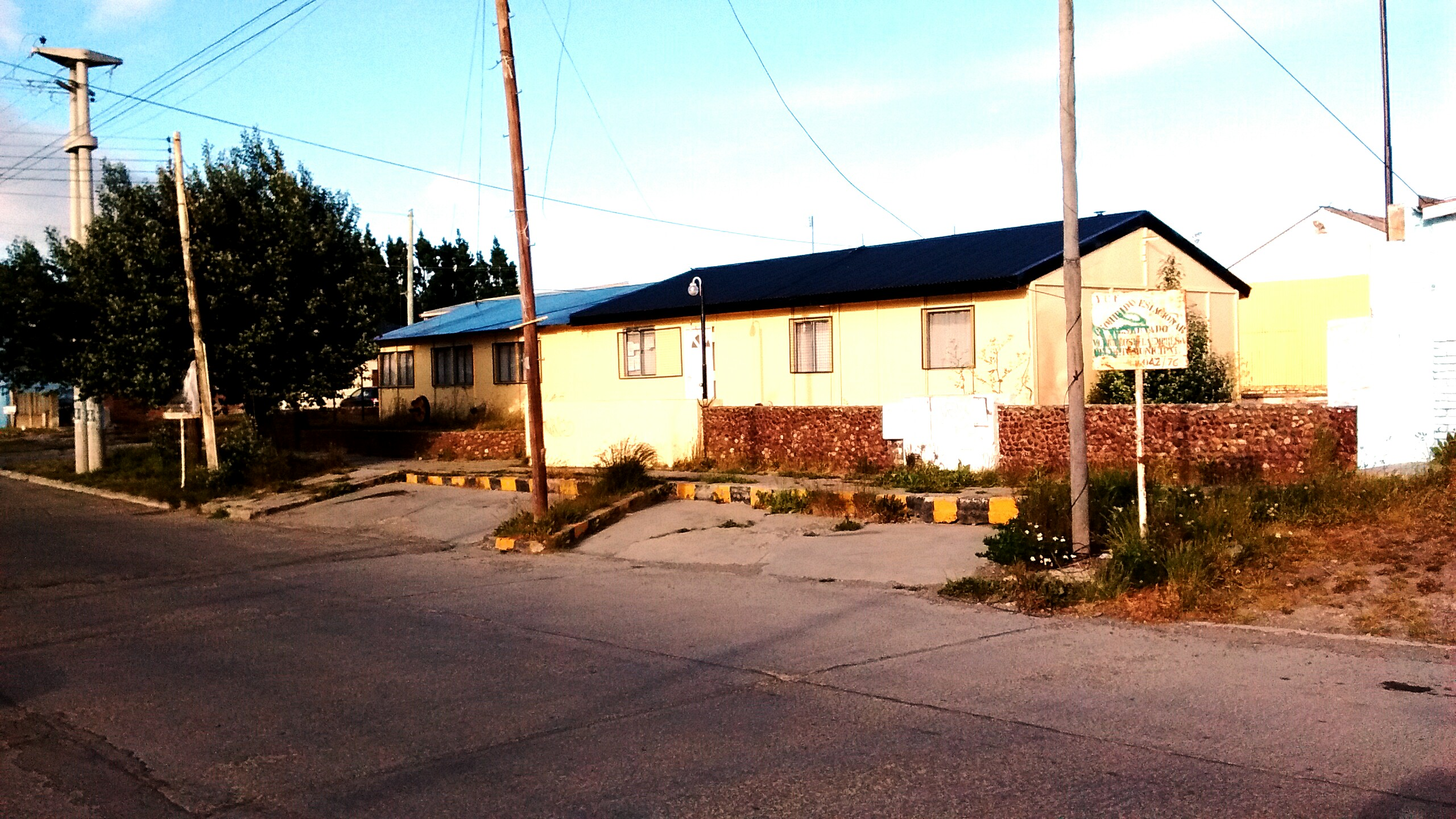
Administración del ferrocarril en Gallegos, hoy preservada en el predio de la exestación